# Султановићи (Доњи Вакуф)
Султановићи је насељено место у Босни и Херцеговини у општини Доњи Вакуф. Административно припада Федерацији Босне и Херцеговине, односно њеном Средњобосанском кантону. Према попису становништва из 2013. у насељу је живело 72 становника, а већину популације чинили су Бошњаци.

## Становништво
По последњем службеном попису становништва из 2013. године у насељу Султановићи живело је 72 становника. Етничку већину у селу чинили су Бошњаци, а пре рата село је било већински српско.
| Националност | 2013. | 1991.        | 1981.       | 1971.        |
| Бошњаци      | —     | 46 (25,84%)  | 35 (26,52%) | 28 (13,40%)  |
| Срби         | —     | 117 (65,73%) | 85 (64,39%) | 143 (68,42%) |
| Хрвати       | —     | 9 (5,056%)   | 1 (0,76%)   | 38 (18,18%)  |
| Југословени  | —     | 3 (1,68%)    | 11 (8,33%)  | 0            |
| остали       | —     | 3 (1,68%)    | 0           | 0            |
| Укупно       | 72    | 178          | 132         | 209          |